# غروس (أنغلزي)
غروس (بالإنجليزية: Gors, Trearddur)‏ هي منطقة سكنية تقع في ويلز في أنغلزي.

## وصلات خارجية
- ويلز
- المملكة المتحدة
- أنغلزي